# Cardile (Gioi)
Cardile è l'unica frazione del comune di Gioi, in provincia di Salerno. Fondata probabilmente tra l'VIII e il X secolo, si trova al centro del Cilento ed è inserita nel suo parco nazionale.

## Storia
La sua fondazione va probabilmente attribuita ad un nucleo di monaci italo-greci che scelsero quel particolare tratto del Cilento per costruire una laura basiliana chiamata, ancora oggi, “la Laura”, dal greco quartiere.
Il luogo, scelto per erigere capanne di legno, offriva ai monaci silenzio e quiete per la loro meditazione. Ma, per trovare l'odierna Cardile, bisogna fare un salto in avanti fino alla metà del secolo XI, quando le scorribande di Barbarossa costrinsero i vecchi casali ad unificarsi per erigere un nuovo nucleo abitativo votato principalmente allo scopo difensivo. Forte della sua nuova organizzazione, la piccola "Laura" basiliana prese il nome, che tuttora conserva, di Cardile.
La storia del piccolo paese cilentano vive momenti prosperi e momenti di carestia (si ricorda l'epidemia di peste del 1656). Le carestie, la peste e le vessazioni dei baroni Siniscalchi (signori del feudo) costrinsero la popolazione a rifugiarsi nella superstizione: dalla tradizione popolare cardilese sembra essere nata la figura della janara.
È dall'anno 1808 che dà un vero contributo storico grazie ai suoi personaggi più illustri quali Davide, Alessandro e Licurgo Riccio nei moti carbonari del Cilento del 1828.
Il Santo patrono del paese è San Giovanni Battista che si festeggia ogni anno il 24 giugno e a cui è stata dedicata la chiesa del paese.